# 1 E8 m
Pour aider à comparer les ordres de grandeur des différentes longueurs, voici une liste de longueurs de l'ordre de 108 m, soit 100 000 km :
- 120 000 km : diamètre de Saturne
- 140 000 km : diamètre de Jupiter
- 299 792,458 km : 1 seconde-lumière, la distance parcourue par la lumière dans le vide en une seconde
- 384 000 km : distance moyenne entre la Terre et la Lune